# Abdurrahman Şeref
Abdurrahman Şeref (Istanbul, Imperi Otomà, 1853 - Istanbul, Turquia, 1925) fou un historiador i home d'estat turc. Diplomat al liceu de Galatasaray en Beyoğlu, el 1873, va fer classes a diversos establiments del Col·legi de Funcionaris Civils (1874-1876) i més tard a la Universitat d'Istanbul; fou 16 anys director d'acadèmia i 14 de liceu. Després de la revolució de 1908 fou senador (1908-1924), ministre d'impostos, per tres vegades ministre d'Educació (va fundar algunes escoles bilingües en turc i francès), i ministre de fundacions pietoses (Evkaf); fou després president del Consell d'Estat. El 1909 fou nomenat cronista oficial de l'imperi i ho va ser fins al 1922. Va acabar la història del seu predecessor Ahmed Lütfi Efendi. Els seus escrits entre 1908 i 1918 no s'han publicat. El 1910 va fundar la Societat d'Història Otomana (Tarikh-i Othmani) de la que fou president perpetu. Va planejar una gran obra històrica en turc sobre l'Imperi que no va veure a la llum, però va publicar la primera revista en turc (1910-1924) i va continuar amb un altre nom (1924-1928). El 1923 fou elegit membre de la Gran Assemblea Nacional de Turquia; va dirigir també la Mitja Lluna Roja turca. Malalt a Istanbul, va morir el 1925, als 72 anys.